# Carlo Nicoletti
Carlo Nicoletti conosciuto come Carletto (Firenze, 2 agosto 1980) è un conduttore radiofonico italiano.

## Biografia
Per l'emittente RTL 102.5 ha condotto a partire dal 2008 Music drive (con Cristina Borra), Il ficcanaso, Due ganzi e un ficcanaso (con Massimo Caputi, in seguito con Sara Ventura) e La famiglia giù al nord.